# 元彬 (北魏)
元彬（464年—499年5月27日），字豹兒，一字豹仁，河南郡洛阳县（今河南省洛阳市东）人，追尊魏景穆帝拓跋晃之孙，南安王元桢第二子，北魏宗室、官员。

## 生平
元彬在魏孝文帝元宏初年成为叔叔章武王拓跋太洛的嗣子，继承章武王的爵位。元彬勇猛健壮有武艺，出任使持节、都督东秦豳夏三州诸军事、征西大将军、兼领护西戎校尉、统万突镇都大将、夏州刺史。太和十三年三月甲子（489年5月6日），元彬因为贪婪受贿被削除爵位。
太和十九年（495年），吐京胡造反，魏孝文帝诏令元彬持节、署理平北将军、代理汾州刺史，率领并州和肆州的兵马前往讨伐。吐京胡派出精锐骑兵一千人拦截北魏军队的后路，军主奚康生率领五百人迎敌，大败敌军，追到石羊城，斩首三十。元彬率领七千士兵与吐京胡对战，将军队分为五路，四路军队都战败了，只有奚康生的军队保全。元彬派奚康生攻打反叛的胡人，打败了他们，又追击至车突谷，再度获胜，北魏军队俘获各种牲畜上万头。吐京胡被平定后，元彬担任征虏将军、汾州刺史。胡族百姓去居等六百多人保卫险要之地，不服朝廷命令，煽动族人反叛。元彬请求调拨二万军队前往讨伐，有关部门上奏请示批准。魏孝文帝大怒说：“小小的贼寇哪里有调动兵马的道理！可以根据实际情况安排讨伐，如果不能变通方法达到安宁，必须调动大军的，就先斩杀刺史，然后发兵。”元彬接到诏书后大为恐惧，率领州中军队身先士卒，讨伐平定了胡人。太和廿三年岁在己卯五月丙子朔二日（499年5月27日），元彬去世，虚岁三十六，朝廷赐给十万文钱，二百匹绢，赠予元彬原本的官职持节、征虏将军、汾州刺史，加赠散骑常侍，谥号恭，同年十一月壬寅朔廿日辛酉（499年5月26日）附葬于生父元桢坟墓附近。

## 家庭

### 祖父
- 拓跋晃，北魏恭宗景穆皇帝[12]

### 生父母
- 元桢，北魏镇北大将军、相州刺史、南安王[12]
- 冯翊仇氏，本州别驾仇牛之女[1]

### 兄弟姐妹
- 元英，北魏使持节、都督南征诸军事、假征南将军、中山献武王
- 元怡，北魏鄯善镇将，追封扶风王
- 元并洛
- 北乡公主，嫁尔朱荣

### 王妃
- 中山张氏，郡功曹张小种之女[1]

### 子女
- 元融，北魏散骑常侍、车骑将军、左光禄大夫、左军都督、章武武庄王
- 元凝，北魏使持节、济州刺史，安东将军、东安王
- 元湛，北魏前将军、通直散起常侍、廷尉少卿，追封渔阳王
- 元晏，北魏秘书监
- 元竫，北魏宁远将军、青州刺史[1]
- 元氏，嫁北魏黄门郎、武卫将军、夏州刺史、抚军将军、金紫光禄大夫高聿[1]